# Bomaanslag op restaurant La Mon
De bomaanslag op restaurant La Mon was een aanslag met een brandbom gepleegd door de Provisional IRA op 17 februari 1978, op het La Mon House-hotel en -restaurant. De aanslag wordt gezien als één van de gruwelijkste van the Troubles. Bij de aanslag kwamen twaalf personen om het leven en raakten meer dan 30 personen gewond.
In 1981 werd Robert Murphy veroordeeld tot twaalf maal levenslang voor de moord op de twaalf personen die overleden bij de aanslag.

## De aanslag

### Waarschuwingen
Op de avond van de aanslag waren leden van de Irish Collie Club in het gebouw, in Castlereagh, County Down, samengekomen. De aanslagplegers hadden na het plaatsen van de bom, en het instellen van het ontstekingsmechanisme met timer, moeite om een telefooncel te vinden om de politie te waarschuwen. Toen de politie de waarschuwing van de aanslagplegers ontving, was de bom al ontploft. Op het moment van de aanslag waren meer dan 400 personen in het gebouw aanwezig.

### De bom
De gebruikte bom bestond uit twee jerrycans met zelfgemaakte napalm. De aanslagplegers bevestigden de bom aan de tralies voor het raam van het restaurant. Bij de ontploffing ontstond een vlammenzee die bij de slachtoffers tot heftige brandwonden leidde. De dodelijke slachtoffers konden alleen aan de hand van losse haren, tanden of niet verbrande bezittingen worden geïdentificeerd. Één persoon kon alleen door uitsluiting worden geïdentificeerd, doordat er botten overbleven die niet aan de andere slachtoffers gekoppeld konden worden.

## Nasleep
Een dag na de aanslag eiste de Provisional IRA de verantwoordelijkheid voor de aanslag op. Edward Manning Brothy werd binnen een week na de aanslag opgepakt en legde meerdere bekentenissen af. De rechter oordeelde echter dat de bekentenissen onder dwang waren verkregen, en veroordeelde Brothy alleen voor zijn lidmaatschap bij de IRA. Later bekende Robert Murphy de bom te hebben geplaatst, en werd hij veroordeeld tot een levenslange gevangenisstraf.